# 莱兹河畔拉加代勒
萊茲河畔拉加代勒（法語：Lagardelle-sur-Lèze，法語發音：[laɡaʁdɛl syʁ lɛz]）是法国上加龙省的一个市镇，属于米雷区。

## 地理
莱兹河畔拉加代勒（43°24'43"N, 1°23'19"E）面积13.78 平方千米，位于法国奧克西塔尼大區上加龙省，该省份为法国西南部内陆省份，西南端与西班牙接壤，自此顺时针与上比利牛斯省、热尔省、塔恩-加龙省、塔恩省、奥德省和阿列日省接壤。
与莱兹河畔拉加代勒接壤的市镇（或旧市镇、城区）包括：莱兹河畔拉巴特、莱兹河畔博蒙、欧讷、米尔蒙、韦尔内。

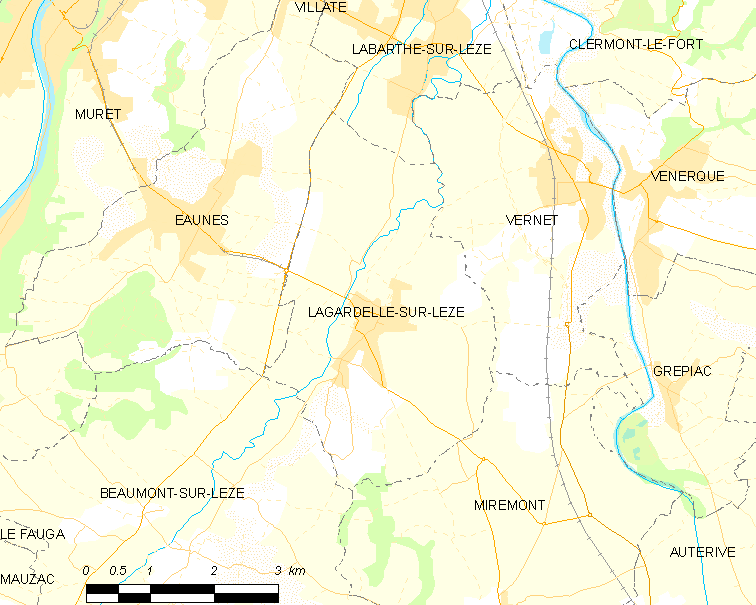
莱兹河畔拉加代勒的OSM定位图

莱兹河畔拉加代勒的时区为UTC+01:00、UTC+02:00（夏令时）。

## 行政
莱兹河畔拉加代勒的邮政编码为31870，INSEE市镇编码为31263。

## 政治
莱兹河畔拉加代勒所属的省级选区为加龙河畔波尔泰县。

## 人口

1962-2008年间莱兹河畔拉加代勒人口变化图示

莱兹河畔拉加代勒于2022年1月1日时的人口数量为3304人。